# فرودگاه بیلیران
فرودگاه بیلیران (به انگلیسی: Biliran Airport) (به زبان بومی: Luparan han Biliran) یک فرودگاه همگانی است . این فرودگاه در کشور فیلیپین قرار دارد .